# 22 àngels
22 àngels (originalment en castellà, 22 ángeles) és una pel·lícula històrica espanyola de 2016, dirigida per Miguel Bardem i escrita per Alicia Luna a partir de la novel·la Ángeles custodios d'Almudena de Arteaga. La història recrea la Reial Expedició Filantròpica del Vaccí, encapçalada per l'alacantí Francesc Xavier Balmis, que va dur la vacuna de la verola a Amèrica a principis del segle xix. El títol fa referència als 22 infants gallecs que van dur la vacuna dins dels seus cossos. La pel·lícula està produïda per Luck Banana i Televisió Espanyola i compta amb la participació de Televisión de Galicia i Sunrise Pictures. Es va doblar al valencià per a À Punt, que va emetre-la per primer cop el 2018.
María Castro interpreta el paper d'Isabel Zendal, mentre que Pedro Casablanc és Balmis i Octavi Pujades, Josep Salvany. El repartiment també està format per Carlos Santos, Javier Mejía, Jaime Pujol i José Sospedra.
Es va rodar durant quatre setmanes en diferents localitats de Galícia, el País Valencià i Madrid. El 2020 Rádio e Televisão de Portugal va adquirir-ne els drets d'emissió al seu país.

## Repartiment
- María Castro: Isabel Zendal
- Pedro Casablanc: Franecsc Xavier Balmis
- Octavi Pujades: Josep Salvany
- Carlos Santos: Jonás
- Felipe García Vélez: Moisés
- José Sospedra: Francisco Pastor
- Fran Nortes: contramestre
- Javier Mejía: Ibáñez
- Toni Misó: Godoy